# Милашин Раковић
Милашин Раковић је измишљени лик Радоша Бајића који се појављује у ТВ серији „Село гори, а баба се чешља“, филму „Село гори... и тако“, филму „Нова година у Петловцу“ као и филму „Браћа по бабине линије“. Лик тумачи Милорад Мандић Манда.

## Опис
Милашин је један сељак који живи у малој кући у селу Петловац код Трстеника, на обали Западне Мораве. Живи са својом женом Златаном и сином Драганом.